# Epaminondas Gustavo
Cláudio Henrique Lopes Rendeiro (São Caetano de Odivelas, 20 de junho de 1965 — Belém, 18 de janeiro de 2021), mais conhecido pelo seu nome artístico Epaminondas Gustavo, foi um juiz criminalista, escritor de contos/poesias e artista comediante/humorista brasileiro. Inicialmente atuou na magistratura por 26 anos, e aos poucos começou a conciliar com sua paixão pela arte da comédia até se dedicar à carreira de humorista. 
Cláudio Rendeiro foi o criador e intérprete do personagem Epaminondas Gustavo — um  caricato do ribeirinho paraense/parawara. Como juiz atuou em prol das penas alternativas e do combate ao trabalho infantil.
Veio a falecer na cidade brasileira de Belém por complicações de COVID-19.  Devido à sua carreira artística de projeção nacional foi instituído o Dia Estadual do Riso no estado brasileiro do Pará.

## Biografia
Cláudio Rendeiro era natural de São Caetano de Odivelas, região nordeste do Pará, estudou Direito na Universidade da Amazônia (UNAMA), localizada em Belém. 

### Careira
Formou-se em 1990 e, ingressou na carreira da magistratura paraense em 24 de novembro de 1994 por meio de concurso público, fazendo carreira durante 26 anos, tendo respondido por dezenas de comarcas na capital de Belém, bem como do interior do Pará. Durante esse tempo esteve atuando por 14 anos na área penal com foco na ressocialização de egressos do sistema prisional. Em 2007, ainda como juiz atuou à frente do projeto Dó Ré Mi Faz Melhor junto aos internos e internas do sistema penitenciário do Pará. Em 2009, Cláudio Rendeiro também foi o primeiro coordenador estadual do programa Começar de Novo, do Conselho Nacional de Justiça (CNJ), e implementado no Tribunal de Justiça do Pará (TJPA). Foi então nesse período de 2009, que Cláudio Rendeiro sugeriu uma encenação teatral para explicar à população, de forma mais simples e humorada, o que se fazia uma Vara de Execução Penal de Penas e Medidas Alternativas, local onde trabalhava na época. A partir de então foi sendo criado o personagem Epaminondas Gustavo, que o fez ganhar notoriedade.

Cláudio Rendeiro, nunca chegou a fazer escola de teatro, contudo ficou conhecido por suas criações humorísticas que retratavam de forma sagaz e caricata as diversas situações vividas pelas pessoas do interior do Pará. Seu talento e criatividade em representar de forma humorada foram reconhecidos por muitos, tornando-o um ícone da região. O personagem Epaminondas Gustavo foi inspirado em membros da sua própria família, incluíndo seu pai Manoel e seu tio Benedito, de quem o artísta apropriou os trejeitos. Seu principal personagem, o Epaminondas Gustavo, tornou-se uma referência ao "caboclo paraense", caracterizando-se pelo linguajar coloquial e interiorano, e inspiração caricatural dos ribeirinhos de Cametá (Pará). Trajando roupas simples, calçando chinelo de borracha, e levando um boneco de pato a tiracolo, e os documentos de identificação guardados em um saco de plástico. Através desse personagem, Cláudio Rendeiro buscava explicar conflitos judiciais e situações diárias que poderiam ser vividas por pessoas comuns. O personagem também se popularizou nas redes sociais e por meio de mensagens de celular em aplicativos de conversa, antes ainda de se apresentar nos palcos de comédia, e posteriormente conquistou certo sucesso com vídeos na internet.

"O Epaminondas me deu tanta coisa, sobretudo, me ensinou a ver a vida de maneira diferente, possibilidades e ganhos, por meio de poder falar sobre cidadania. Quando quis ser juiz, entendia eu que o juiz tem o compromisso moral e político de mudar uma realidade. É fabuloso isso! Através do humor, o Epaminondas altera dores, às vezes! Recebo testemunhos de pessoas que estão se tratando contra o câncer e que receberam um áudio do Epaminondas... que gargalharam, que ficaram felizes", Cláudio Rendeiro em entrevista ao jornal O Liberal, em 2019.

Em 2018, Cláudio Rendeiro lançou os livros Sátiras de Um Ribeirinho, e Líricas Ribeirinhas e Outras Margens durante a XXII Feira Pan-Amazônica do Livro em Belém. No ano seguinte, em 2019, os mesmos livros foram relançados na XXIII Feira Pan-Amazônica do Livro e das Multivozes em Belém. As obras literárias contam com ilustrações do artista Assis Costa, e reúnem crônicas humorísticas e poemas sobre o personagem Epaminondas Gustavo. No geral, os textos das obras refletem sobre a vida ribeirinha, fazendo sempre algumas observações do cotidiano, passando sempre por alguns temas corriqueiros como o amor e a saudade. O livro Sátiras de Um Ribeirinho foi elaborado e escrito a partir de um compilado de mais de mil áudios variados de apresentações de humor de Cláudio Rendeiro como Epaminondas Gustavo. Já o livro Líricas Ribeirinhas e Outras Margens reúne poemas sobre o ambiente ribeirinho numa perspectiva mais onírica e livre.

“Eu nasci em São Caetano de Odivelas, nesse ambiente nosso, amazônico. Eu acho de uma importância fundamental para a cultura literária do paraense despertar no jovem, na criança e na própria população essa vontade de ter contato com o abstrato tão concreto que é o livro”, Cláudio Rendeiro em entrevista à Agência Pará, em 2019.
Enquanto já trabalhava com apresentações de comédia, Cláudio Rendeiro também colaborou com a Justiça do Trabalho no Pará e no Amapá durante algumas ações de combate ao trabalho infantil, como na 2ª Marcha de Belém contra o Trabalho Infantil, em março de 2020.

### Doença e morte
Em 9 de janeiro de 2021, Cláudio Rendeiro foi internado em um hospital particular de Belém para tratamento de COVID-19, porém tinha diabetes tipo 2 – considerado fator de risco, e não resistiu, vindo a falecer, aos 55 anos, por complicações da doença em 18 de janeiro de 2021 – conhecido como Dia Internacional do Riso.
Em razão da pandemia de COVID-19, não foi possível realizar o velório tradicionalmente, e o sepultamento de Cláudio Rendeiro foi limitado a apenas 10 pessoas da família. No entanto, durante o trajeto até o cemitério de Ananindeua, o cortejo pode contar com amigos, fãs e o Corpo de Bombeiros, em uma demonstração de carinho e respeito pelo artista.

## Homenagens póstumas
Cláudio Rendeiro conquistou reconhecimento pelo seu talento e criatividade em representar de maneira cômica o personagem Epaminondas Gustavo, o que o transformou em um ícone do humor para a região do interior do Pará.
Em 15 de agosto de 2021, familiares e a prefeitura de São Caetano de Odivelas inauguraram, em ocasião do aniversário da cidade, um busto em homenagem ao artista.
Em janeiro de 2022, a Assembleia Legislativa do Estado do Pará aprovou, em sessão ordinária e por unanimidade, o Projeto de Lei nº 14/2021, de autoria do deputado estadual Dirceu Ten Caten, que institui o Dia Estadual do Riso, sendo denominado Epaminondas Gustavo. Ficou estabelecido que a data será assim celebrada sempre em 18 de janeiro, mesma data em que se comemora de maneira informal o Dia Internacional do Riso. A data também tem caráter simbólico por ser a data de falecimento do juiz e humorista, conhecido pelo seu personagem Epaminondas Gustavo. Essa homenagem se deve à necessidade de lembrar seu trabalho humorístico que buscava valorizar a cultura e o povo paraense com suas particularidades regionais de maneira irreverente.
Em junho de 2022, um grupo de artistas de diferentes linguagens realizaram uma série de apresentações em homenagem à vida e obra de Cláudio Rendeiro no Teatro Margarida Schivasappa em Belém. O evento beneficente também tinha como intuito ajudar as comunidades em São Caetano de Odivelas — cidade natal do artista. Entre os artistas anúnciados estavam: Salomão Habib, Nilson Chaves, Lucinha Bastos, Lia Sophia, Albah Maria, Allan Roffe, Adilson Alcântara, Palhaços Trovadores, Cabeçudos e Mascarados de São Caetano de Odivelas, Rebeca Lindsay, Alba Maria, Markinho Duran e Kalleb Rendeiro — filho de Cláudio Rendeiro.
Em 18 de janeiro de 2023, o Departamento de Documentação e Informação do Judiciário do Estado do Pará promoveu uma homenagem à Cláudio Rendeiro como parte da programação em comemoração ao Dia Estadual do Riso no Pará. Intitulado Claudio Rendeiro: Trajetória, Memórias e Saudade, o evento ocorreu no Museu do Tribunal de Justiça do Pará (Belém), com o intuito de preservar a memória do artista e magistrado. O acervo conta com cerca de 1.500 arquivos de áudio disponíveis digitalmente, além de figurinos e objetos das suas apresentações humorísticas, como paneiros, tipitis, bonecos de patos, e abadás de blocos de carnaval.

## Livros
| Ano  | Título                               | Editora                                  |
| ---- | ------------------------------------ | ---------------------------------------- |
| 2018 | Sátiras de Um Ribeirinho             | Edições IOE - Imprensa Oficial do Estado |
| 2018 | Líricas Ribeirinhas e Outras Margens | Edições IOE - Imprensa Oficial do Estado |